# Wooden Heart
Wooden Heart (Muss i denn) är en sång som är mest känd för att den användes i filmen G.I. Blues (1960) med Elvis Presley. Han sjöng in den på skiva 28 april 1960.
Sången blev en hit för Presley i Storbritannien, där den låg etta på singellistan i sex veckor, men den blev inte utgiven på singel i USA förrän i november 1964 (RCA Victor 447-0720), som B-sida till "Blue Christmas".
Presley sjöng sången live under sin Dinner Show-konsert på Las Vegas Hilton i Las Vegas 1975. Inspelningen är tillgänglig på livealbumet Dinner at Eight.
En coverversion med Joe Dowell nådde förstaplatsen i USA i slutet av augusti 1961 och knuffade ner Bobby Lewis' "Tossin' and Turnin'" från förstaplatsen på Billboard Hot 100-listan efter sju veckor. 
Dowells inspelning låg också tre veckor som etta på Easy Listening-listan.
"Wooden Heart", skriven av Fred Wise, Ben Weisman, Kay Twomey och den tyska bandledaren Bert Kaempfert, baserades på en tysk folksång av Friedrich Silcher, "Muss i' denn zum Städtele hinaus", som härstammade från Remsdalen i Württemberg, sydvästra Tyskland.
"Wooden Heart" innehåller flera rader från den ursprungliga folksången, skriven på den tyska schwabiska dialekt som talas i Württemberg. Bobby Vinton sjöng in en version år 1975 med dessa rader översatta till polska.
Versionen med Elvis Presley innehöll två delar på tyska. Den första är de första fyra raderna från "Muss i' den zum Städtele hinaus", medan den andra delen, som förekommer mot slutet, baseras på en översättning av den engelskspråkiga versionen (och som därmed inte förekommer i den ursprungliga tyska texten).
Tom Petty and the Heartbreakers gjorde en coverversion av «Wooden Heart» år 1993. Den utgavs på den sjätte skivan (Nobody's Children) i bandets boxset Playback (1995).
En annan Elvissång från samma session är ett spår från G. I. Blues. "Det första albumet jag någonsin har ägt", säger Petty. År 1995 arrangerade Petty en privat resa för familjen till Graceland och en skivinspelning för The Heartbreakers på Sun Studios. "Jag är en sann Elvisfan. Musiken betydde så mycket för mig. Jag måste verkligen ge honom äran av att ha räddat mitt liv på så många nivåer".
Versionen med Elvis Presley publicerades av Gladys Music, Elvis Presleys musikförlag. 

## Svenska versioner
Claudio har skrivit en svensk text. Den svenska titeln är "Det ä' galet".
Dansbandet Cool Candys har spelat in en svensk version med titeln "Jag kom hem" på LP:n "Go'bitar" 1970 (Anette Records ALP 165).
Dansbandet Vikingarna har gjort en översättning till svenska "Lilla Vän", svensk text Lars O. Carlsson/M. Bergström på Kramgoa låtar 14.

### Inspelning
- Britt Damberg, Gunnar Svenssons orkester. Utgiven på singeln Bonniers Folkbibliotek BFB 1066 1961.a